# Мирослав Печујлић
Мирослав Печујлић (Сисак, 7. јануар 1929 — Београд, 5. април 2006) био је југословенски друштвено-политички радник, аутор и професор.

## Биографија
Рођен у Сиску 1929. године, а основну школу и гимназију је завршио у Београду. Био је запослен у Градском комитету НО Београда (1947—1950), а потом у Управи за економску и техничку помоћ ФНРЈ (1954—1955) Дипломирао је 1957. године на Правном факултету у Београду са општом оценом 9,65 и изабран је за асистента на предмету Општа социологија на Правном факултету 1958. године. Провео је три месеца на специјализацији у Енглеској 1959. године (Лондонска школа економије и политичких наука). Докторирао је 1961. године са дисертацијом на тему Савремене социјалдемократске теорије о прелазу из капитализма у социјализам и потом изабран за доцента 1962. године.
Као стипендиста Фордове фондације (1961—1962) провео је годину дана на специјализацији на универзитетима у САД (Колумбија, Чикашки универзитет, Универзитет у Берклију и Ен Арбору). За ванредног професора Правног факултета је изабран 1965. године, а за редовног професора 1973. године.
Поред извођења наставе на Општој социологији професор Печујлић је иницирао више других курсева на Правном факултету, међу којима је посебно значајна Методологија друштвених наука на последипломским студијама у чијој је настави и сам учествовао. Остао је запамћен као наставник чија су предавања привлачила велику пажњу због изузетног духа, научне иновативности и сјајног стила. Уз то, био је ментор и члан комисије великом броју кандидата који су радили магистарске и докторске тезе на Правном факултету и пружио је драгоцену подршку у њиховом интелектуалном обликовању. Уз наставну делатност на Правном факултету, активно је учествовао у животу Факултета обављајући низ значајних самоуправних и стручних функција, од вишегодишње функције шефа Катедре за социологију права, преко улоге председника Збора радника Наставно-научне радне јединице, до руковођења важним комисијама Факултета чијем је раду давао велики допринос и често усмерење. Упоредо са плодном академском каријером на Правном факултету у Београду, предавао је на Високој школи политичких наука и био један од оснивача Факултета политичких наука у Београду и дугогодишњи шеф Катедре за политичку социологију. Био је ангажован у настави на предмету Политичка социологија, а на постдипломским студијама учествовао је на специјалистичким курсевима до последњих дана свог живота. На Факултету политичких наука такође је био ангажован у комисијама за израду бројних магистарских и докторских дисертација. Одржао је велики број предавања и на другим домаћим и страним универзитетима.
Захваљујући успешној и свестраној академској каријери и угледу биран је за ректора Београдског универзитета у два мандата и на тој функцији је провео 4 школске године, од 1977. до 1981. године. Пензионисан је 1994. године, али се наставна и стручна активност наставила и после тога, као и посебно плодан научни рад.
Такође, професор Печујлић је био главни уредник часописа Социологија, оснивач и уредник часописа Гледишта, председник и члан савета Европског центра за високо оразовање (УНЕСКО), сарадник Универзитета УН и члан савета макропројекта Социо-културолошке алтернативе у свету који се мења, члан групе експерата УНЕСКО на Универзитету Фудан у Шангају, координатор курса Будуће студије Међународног интер-универзитетског центра у Дубровнику, председник Савета за друштвене науке Фондације Републике Србије за неговање младих талената и још многе друге.
Од ране младости определио се за комунистички покрет и био је учесник НОБ-а од 1943. године и члан СКОЈ-а од 1944. године. После рата, поред успешне и плодне наставне, научне и стручне делатности, такође се ангажовао и у друштвено-политичком раду. Био је на истакнутим партијским функцијама у Савезу комуниста: члан Градског комитета СКС Београда, члан ЦК СКЈ, члан Извршног комитета ЦК СКЈ, члан Председништва ЦК СКЈ и члан Извршног бироа Председништва СКЈ, члан ЦК СКС и председник Савета марксистичког центра ЦК СКС.

## Научно-истраживачки рад
Научни, истраживачки и стручни рад био је изузетно богат, плодан и иновативан, што га је сврстало међу најистакнутије ствараоце у социолошкој и уопште друштвеној науци код нас после Другог светског рата. Посебно важан допринос дао је у области изучавања опште социологије и социјалне теорије, друштвене структуре, политичке социологије, методологије друштвених наука и глобалних друштвених процеса. Написао је више од двадесет књига и стотинак чланака, уредио је неколико зборника, антологија и лексикона, руководио је и учествовао у великом броју пројеката, уређивао је више стручних часописа и активно је учествовао на бројним домаћим и међународним симпозијумима. Руководио је већим бројем пројеката и учествовао у више истраживчких макропројеката, међу којима су:
- Истраживање промена у социјалној структури Југославије
- Стратегија научно-технолошког развоја СР Србије до 2000 године
- Југославија у светској привреди на прагу XXI века – Стратегија (Конзорцијум економских института, Београд)
- Друштвене и културне алтернативе у свету који се мења (Универзитет УН)
- Еколошка ситуација СР Србије (САНУ)
- Конституисање Србије као правне државе (Правни факултет)

## Књиге и радови
Књиге које је написао имале су у научним круговима велики одјек због нових тема, идеја и приступа, аналитичке дубине, као и због врхунског стила и лепог језика којим је писао. Оставио је иза себе преко 20 књига, међу којима су:
- Класе и савремено друштво (1967)
- Будућност која је почела – научно-технолошка револуција и самоуправљање (1969)
- Хоризонти револуције: студије из политичке социологије (1970)
- Социологија између револуције и апологије (1973)
- Универзитет будућности (1980)
- Заробљено друштво (1986)
- Драма социјализма (Загреб-Београд 1989)
- Политичке странке у Југославији (са В. Милић, 1989)
- Савремена социологија – стара и нова слика света (1991)
- Критичка теорија савременог друштва (са В. Милић и З. Видаковић, 1991)
- Демократија и ауторитаризам –политичка култура југословенског вишестраначког друштва (са В. Милић, 1994)
- Методологија друштвених наука (са В. Милић, више издања)
- Социологија (са В. Милић, више издања)
- Изазови транзиције – нови свет и постсоцијалистичка друштва (1997)
- Глобализација – два лика света (2002)

Уредио је више зборника у којима је приложио и своје текстове, а међу њима су:
- Основи науке о друштву (1972)
- Методологија друштвених наука (1975)
- Марксизам – мисао савремене епохе (антологија у три тома, редактор са Н.Пашић, 1976),
- Политичка социологија (1978),
- Трансформација света- Улога науке и технологије 1980),
- Друштвене и културне алтернативе у свету који се мења (УН Универзтет 1981),
- Наука и технолоија у трансформацији света, (ко-уредник, УН Универзтет 1982),
- Социолошки лексикон (главни редактор са Р. Лукић, 1982)

За студију „Сусрет светова“ која представља уводни текст тротоме антологије Марксизам – мисао савремене епохе, професор Печујлић је добио НИН-ову награду за публицистику 1977. године.

## Одликовања
На основу друштвено-политичког и научног рада Печујлић је добитник више одликовања и награда:
- Орден братства и јединства са златним венцем
- Орден Републике са сребрним венцем
- Октобарска плакета Београда
- НИН-ова награда за најбоље дело из публицистике „Димитрије Туцовић 77“